# Heather Matarazzo
Heather Christina Marie Matarazzo (Oyster Bay, 10 de novembro de 1982) é uma atriz americana que se tornou famosa por sua atuação no filme Welcome to the Dollhouse  (br: Bem-Vindo à Casa de Bonecas), de 1995. Em 2000 ela fez uma rapida participação na terceira parte da trilogia Scream, como Marta Meeks. Outros papéis de destaque são a personagem Lilly em The Princess Diaries (br: O Diário da Princesa), de 2001, e The Princess Diaries 2: Royal Engagement (br: O Diário da Princesa 2), de 2004.

## Carreira

### Cinema
- 1995 - Bem-Vindo à Casa de Bonecas – Dawn Wiener
- 1997 - Hurricane Streets – Ashley
- 1997 - O Advogado do Diabo – Barbara
- 1998 - 54 – Grace O'Shea
- 1998 - Só para Mulheres – Theresa 'Tweety' Goldberg
- 2000 - Pânico 3 – Martha Meeks
- 2001 - O Diário da Princesa – Lilly Moscovitz
- 2002 - Sorority Boys – Katie
- 2003 - The Pink House – Charlotte
- 2004 - Galera do Mal – Tia
- 2004 - Freshman Orientation – Jessica
- 2004 - O Diário da Princesa 2: Casamento Real – Lilly Moscovitz
- 2004 - Palindromes  – Dawn Wiener
- 2005 - Believe In Me – Cindy Butts
- 2007 - O Albergue - Parte II – Lorna
- 2010 - Mangus! - Jessica Simpson
- 2015 - Irmãs - Denny
- 2018 - A Pé Ele Não Vai Longe - Shannon

- 2022 - Pânico 5 - Martha Meeks

### Televisão
- The Adventures of Pete and Pete (1993) - Natasha
- Townies (1996) – Bethany
- Roseanne (1997)– Heather
- Law & Order (1998, 2008) – Stephanie Sutter, Janice Dunlap
- Now and Again (1999) - Heather Wiseman
- Strangers with Candy (2000)
- The Women (2002)
- The L Word (2006) - Stacey Merkin
- Exes and Ohs (2007) – Crutch
- Indie Sex: Teens[2][3] (2007)
- Grey's Anatomy (2015) - Joan Paulson
- Wednesday (2025) - Judi